# South of Suez
South of Suez (bra: Ao Sul de Suez) é um filme de drama estadunidense de 1940 dirigido por Lewis Seiler e estrelado por George Brent, Brenda Marshall e George Tobias.

## Elenco
- George Brent como John Gamble a.k.a. John Bradley
- Brenda Marshall como Katharine 'Kit' Sheffield
- George Tobias como Eli Snedeker
- James Stephenson como Inspetor Thornton
- Lee Patrick como Delia Snedeker
- Eric Blore como Harold 'Limey' Wemsley
- Miles Mander como Roger Smythe
- Cecil Kellaway como Henry Putnam
- Mary Forbes como Sra. Putnam
- Gilbert Emery como Manders
- Stanley Logan como promotor
- Frederick Worlock como advogado de defesa
- Edward Fielding como juiz
- Leonard Mudie como registrador
- Crauford Kent como Sedley
- Holmes Herbert como Simpson
- Prince Modupe como Lano

## Produção
O papel principal deveria ser interpretado por George Raft, mas ele recusou, então George Brent o interpretou.